# Маренич, Валерий Петрович
Валерий Петрович Маренич (род. 1 января 1946, Кривой Рог, Днепропетровская область) — советский и украинский певец, музыкант, композитор. Народный артист Украины (2003).

## Биография
Родился 1 января 1946 года в городе Кривой Рог Днепропетровской области Украинской ССР.
Окончил среднюю школу № 29 и музыкальную школу № 1 в Кривом Роге. Детство провёл на Гданцевке, работал на Криворожском заводе горного оборудования «Коммунист».
Окончил Луцкое культпросвет училище. В 1969 году — участник музыкального конкурса в Алма-Ате.
В 1971 году вместе с будущей женой Антониной Сухоруковой организовали певческий дуэт, который занял первое место на смотре ВИА в городе Харьков.
В 1973 году к дуэту присоединяется сестра Антонины — Светлана, так появилось Трио Маренич.
В 1979 году фирма «Мелодия» записала их первую пластинку, а «Укртелефильм» создал её видеоверсию. В этом же году участникам группы — Валерию Мареничу, Антонине Маренич и Светлане Сухоруковой было присвоено звание Заслуженных артистов Украинской ССР.
С 2005 года выступает самостоятельно.

## Семья
Жена - Антонина Маренич (Сухорукова), в начале 2000-х годов супруги развелись. Сын - Богодар Маренич (род. 1984) , композитор.

## Творчество

### Дискография
- 2005 — Пісні Волинських авторів;
- 2006 — Ген, на узліссі хрест мовчить;
- 2008 — Ідея нації;
- 2010 — Без адреси;
- 2015 — Без тебе.

## Награды
- Заслуженный артист Украинской ССР (1979);
- Народный артист Украины (8 февраля 2003) — за весомый личный вклад в развитие украинского песенного наследства, многолетнюю плодотворную творческую деятельность;
- Орден князя Ярослава Мудрого V степени (22 января 2019)[1].